# 최혜영 (1979년)
최혜영(崔惠英, 1979년 6월 1일~)은 대한민국의 대학교수, 정치인이다. 경상남도 거제시 일운면 내도 출신으로, 신라대학교에서 학사 학위를 취득하였다. 발레리나 출신이었지만 2003년에 교통 사고에 따른 대마비(하반신 마비) 척수 장애를 입으면서 사회복지학도가 되었다. 이후 장애인식개선교육센터 이사장 겸 강동대 사회복지학과 교수로 활동했다. 21대 총선을 앞두고 2019년 12월 더불어민주당 인재 영입 1호가 되었다.

## 부정수급 논란
2020. 2. 24. 사회복지업계등에 따라면 최혜영 교수는 2011년 럭비선수 정낙현 씨와 결혼하였으나 지난해에야 혼인 신고를 한 것으로 밝혀졌다. 이에 따라 혼인신고를 하기 전까지 지난 8년간 남편 정낙현 씨가 기초생활수급 대상자로 분류돼 기초생활비를 부정 수급한 게 아니냐는 의심을 받고 있으며, '최중증 독거 장애인'으로 분류돼 지자체로부터 초과 지원을 받았다는 의혹도 제기되고 있다.

## 경력
- 2009. 10.~2018. 11. 한국장애인식개선교육센터 센터장
- 2014. 9.~2020. 4. 강동대학교 사회복지행정과 교수
- 2018. 11.~2020. 3. 한국장애인식개선교육센터 사회적협동조합 이사장
- 2020년 4월 15일: 대한민국 제21대 국회의원 선거 당선(비례대표, 더불어시민당, 초선)
- 2020. 2.~2020. 4. 제20대 대통령 선거 더불어민주당 이재명 대통령 후보 대한민국 미래준비 선거대책위원회 공동선대위원장
- 2020. 6.~2020. 8. 더불어민주당 조직강화특별위원회 위원
- 2020. 7.~2020. 10. 더불어민주당 코로나19국난극복위원회 위원
- 2020. 9.~2021. 6. 민주연구원 부원장
- 2021. 4.~2021. 5. 더불어민주당 중앙당 선거관리위원회 위원
- 2021. 4.~2022. 3. 더불어민주당 원내부대표
- 2021. 5.~ 더불어민주당 미디어혁신특별위원회 위원
- 2022. 8.~2024. 8. 더불어민주당 전국대의원대회 부의장
- 2023. 5.~2023. 9. 더불어민주당 원내부대표
- 2023. 9.~2024. 4. 더불어민주당 원내대변인
- 2023. 12.~2024. 3. 제22대 국회의원 선거 경기 안성시 더불어민주당 국회의원 예비후보
- 2025. 8.~  국무총리비서실 공보실장

### 의정 활동
- 2020. 5.~2024. 5. 제21대 국회의원(비례대표, 더불어시민당→더불어민주당, 초선)
  - 2020. 6.~2022. 5. 제21대 국회 전반기 보건복지위원회 위원
  - 2020. 6.~2021. 5. 제21대 국회 전반기 여성가족위원회 위원
  - 2021. 4.~2021. 4. 제21대 국회 대법관(천대엽) 임명동의에 관한 인사청문특별위원회 위원
  - 2021. 4.~2022. 5. 제21대 국회 전반기 국회운영위원회 위원
  - 2021. 11.~2021. 12. 제21대 국회 언론미디어제도개선 특별위원회 위원
  - 2022. 7.~2024. 5. 제21대 국회 후반기 보건복지위원회 위원
  - 2022. 7.~2023. 5. 제21대 국회 후반기 예산결산특별위원회 위원
  - 2023. 2.~2024. 5. 제21대 국회 인구위기 특별위원회 위원
  - 2023. 4.~2024. 5. 제21대 국회 연금개혁 특별위원회 위원

## 학력
- 신라대학교 창조공연예술학부 무용학과 학사
- 서울여자대학교 대학원 사회복지학 석사
- 나사렛대학교 대학원 재활학 박사

## 전과
- 도로교통법위반(무면허운전): 벌금 1,000,000원 - 2000년 12월 15일 선고[5]

## 역대 선거 결과
| 실시년도 | 선거   | 대수 | 직책     | 선거구   | 정당         | 득표수      | 득표율          | 순위          | 당락 | 비고 |
| -------- | ------ | ---- | -------- | -------- | ------------ | ----------- | --------------- | ------------- | ---- | ---- |
| 2020년   | 총선   | 21대 | 국회의원 | 비례대표 | 더불어시민당 | 9,307,112표 | \| \| 33.35% \| | 비례대표 11번 |      | 초선 |
|          | 33.35% |      |          |          |              |             |                 |               |      |      |

## 소속 정당
| 소속 정당 | 소속 정당    | 소속 기간 | 비고      |
| --------- | ------------ | --------- | --------- |
|           | 더불어민주당 | 2019~2020 | 정계 입문 |
|           | 무소속       | 2020      | 탈당      |
|           | 더불어시민당 | 2020      | 입당      |
|           | 더불어민주당 | 2020~현재 | 합당      |

## 같이 보기
- 대한민국 제21대 국회의원 선거 더불어시민당 후보 목록#비례대표